# GX700
GX700はコナミ（現:コナミデジタルエンタテインメント→コナミアミューズメント）が開発したPlayStationベースのアーケードゲーム基板である。PlayStationの内部構成に加え、PCカードタイプの拡張スロットや、セキュリティーカセット用スロット、各種I/Oインターフェイスを追加している。
ソフトウェアのコピー防止の為、各ゲーム専用のセキュリティカートリッジが用意され、
ソフトとカセットが正しい組み合わせで接続された場合のみ動作する。

## 内部構成
- MAINボード表示
  - PCB ：GX700-PWB(A)B
  - シルク：GX700-PWB(A)B

- JAMMA 56ピンエッジ・コネクタ
- 拡張I/Oインターフェイス
- ライン出力端子 (RCA L/R)
- スピーカー出力端子
- CD-DA入力端子
- 5ピンデジタルオーディオ端子
- ATAPIコネクタ
- ATAPI用電源出力端子
- 電源入力端子 (+12V, +5V)
- 映像出力用 ミニD-Sub15ピンコネクタ
- USBコネクタ
- 外部I/O用80ピン端子(拡張I/O基板 GE765-PWB(B)A などを接続する。GE765基板には、トラックボールなどの2軸位相検出用+2ボタン入力IC uPD4701などが実装されている)
- 外部I/O用30ピン端子
- セキュリティカセット用44ピンエッジ・コネクタ
- PCカードスロッ（TYPE2*2スロット）
- メインメモリ：4MB (EDO)
- フラッシュメモリ：4MB
- BIOS-ROM：512KB
- リアルタイムクロック兼64KビットバッテリバックアップSRAM (M48T58Y70-PC1)
- I/O入出力コントロールCPU：H8/3644H(HD6473644H)
- 8ビットシリアルI/Oコンバータ：ADC0834

- GTE/MPU：CXD8530QまたはCXD8530CQ,CXD8606Qなど
- GPU：CXD8561Q
- SPU：CXD2922またはCXD2925Q
- SPU用DRAM：512KB

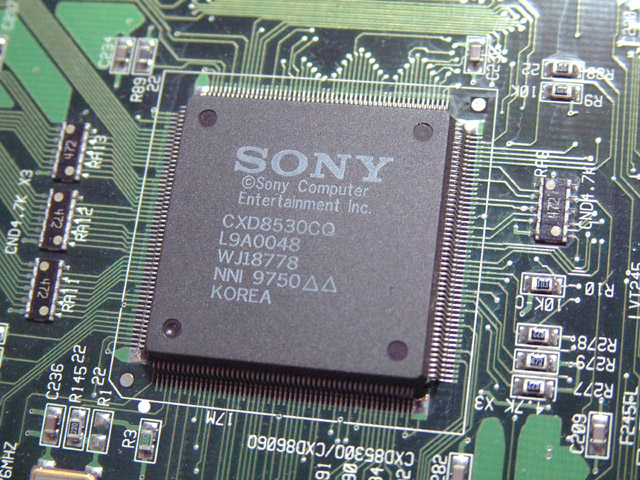
GTE/MPU CXD8530CQ
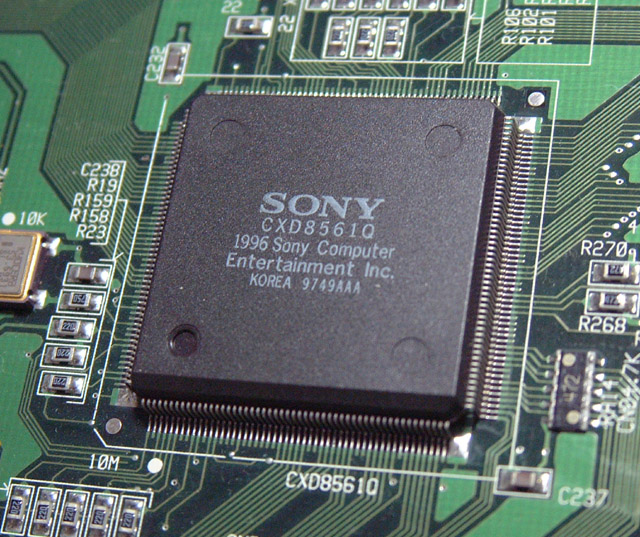
GPU CXD8561Q
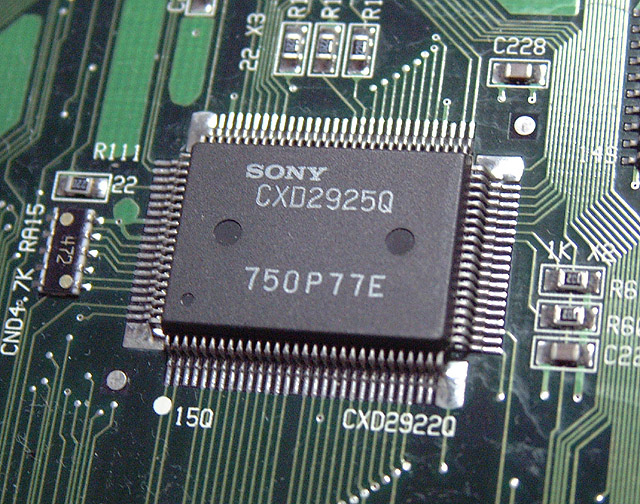
SPU CXD2925Q